# میهایلو سیوتکوویچ
میهایلو سیوتکوویچ (انگلیسی: Mihajlo Cvetković؛ زادهٔ ۱۰ ژانویهٔ ۲۰۰۷) بازیکن فوتبال اهل صربستان است که در حال حاضر برای باشگاه فوتبال خنک بازی می‌کند. 
وی همچنین در تیم ملی فوتبال زیر ۱۷ سال صربستان بازی کرده‌است.